# Love Warriors
Love Warriors, uscito nel 1989, è il secondo album del duetto Tuck & Patti.

## Tracce
1. Love Warriors
2. Honey Pie
3. They Can't Take That Away From Me
4. Hold Out, Hold Up And Hold On
5. Cantador
6. On A Clear Day
7. Europa
8. Castles Made Of Sand / Little Wing
9. Glory Glory
10. If It's Magic